# Білоусов Микола Юрійович
Мико́ла Ю́рійович Білоу́сов (1987—2022) — солдат Збройних Сил України, учасник російсько-української війни, що загинув у ході російського вторгнення в Україну у 2022 році. 

## Життєпис
Народився 1987 року.
Загинув у боях з окупантами в с. Мощун Київської області. Похований на території Мліївської сільської громади Черкаської області.

## Нагороди
- орден «За мужність» III ступеня (2022, посмертно) — за особисту мужність і самовіддані дії, виявлені у захисті державного суверенітету та територіальної цілісності України, вірність військовій присязі[2].